# Агафья Коровница

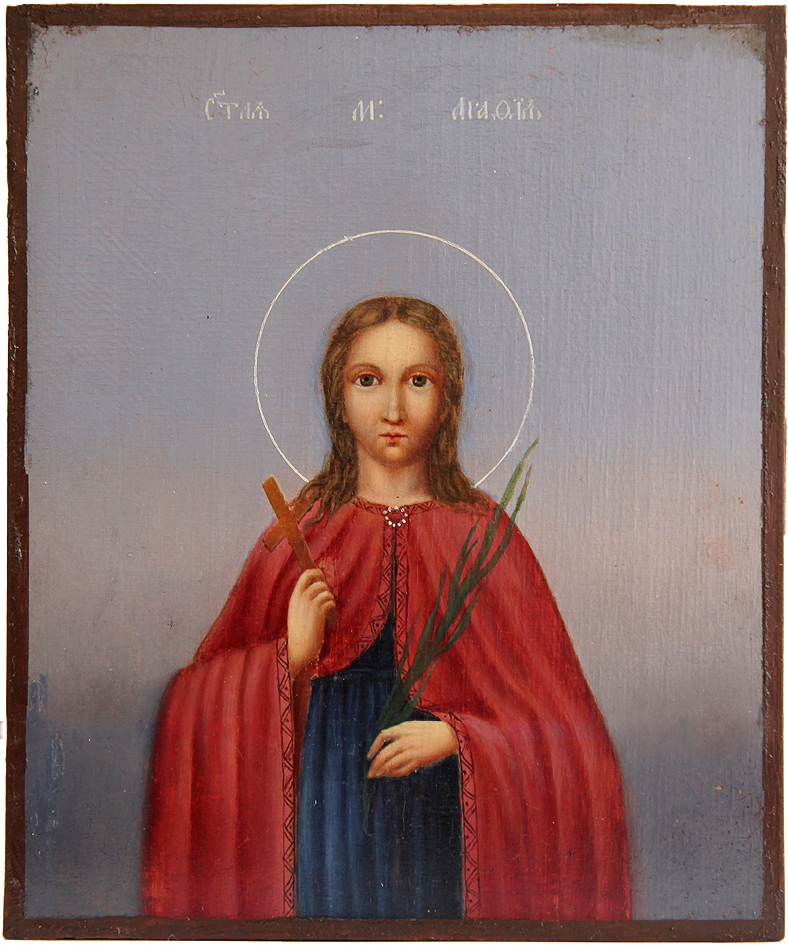
Агафия. Русская икона XIX века.

Ага́фья Коро́вница (Коровья смерть) — день в народном календаре у славян, приходящийся на 5 (18) февраля. Название дня происходит от имени святой Агаты. У славян день посвящён «корове-кормилице», предстоящему отёлу, и поминовению отошедших в иной мир «отцов-дедов».

## Другие названия
рус. Агафья Скотница, Заступница, Агафья Поминальница, Коровница, Агафьи-коровницы, Агафьи-коровятницы, Агафья голодуха, Трубы, бел. Агаф'я, Агата, Хвядос, Макар.

## Традиции
Святая Агафья считалась покровительницей коров, поэтому и заботу к кормилице в этот день проявляли особую. У коров начинаются отёлы. Приговаривали: «Пригрей солнышко, и нашей коровушке бока! Не опростай хлева, поставь на ноги телка́!».
Чтобы стельная корова принесла телушку (не бычка), хозяйка шла доить её в последний раз «верхом» на сковороднике. После дойки она поджигала на сковороде вересковые ветки и пахучие колючие травы: чертополох, осот — и дымом, чадом очищала хлев.
Существовало поверье, что в этот день из лесу выходят лихорадки-лихоманки, в деревни пробирается Коровья смерть — это нечистая сила в образе уродливой старухи с граблями в руках, в котомке которой водятся болезни. По старинному поверью, она никогда сама в село не приходит, а непременно завозится кем-либо из заезжих, или проезжих, людей. Совершенное осенью «опахиванье» деревни отгоняет это чудище от ограждённого выполнением упомянутой обрядности места; и старуха бегает всю зиму по лесным дебрям, скитается по болотам да по оврагам. Но это продолжается только до той поры, покуда февраль не обогреет солнышком животине бока. Тогда-то лиходейка и подбирается к сёлам, высматривает: нет ли где-нибудь отпертого хлева.
В этот день (иногда на Власия) по случаю падежа скота или для предотвращения его совершали обряд опахивания для отгона Коровьей смерти. Для этого выбиралась «повещалка», которая повещала по всем домам: «Пора унять лихость коровью!». Женщины омывали руки водой и утирали их рушником, который носила повещалка. Затем повещалка приказывала мужскому полу «не выходить из избы ради беды великия». Ночью повещалка с воплем: «Ай! Ай!» била в сковороду и выходила из села. За ней шли женщины с ухватами, помелками, серпами и дубинами. Повещалка, сбросивала с себя рубаху, произносила с неистовством клятву на Коровью смерть. Повещалке (или вдове) одевали хомут, подвозили соху и запрягали. Затем, с зажжёнными лучинами трижды опахивали селение «межеводной» бороздой. Во время опахивания в южной части Руси выкрикивали: «Смерть, смерть коровья — не губи нашу скотину; мы зароем тебя с кошкой, собакой и кочетом в землю!» Женщины следуют за повещалкой на помелах в одних рубашках с распущенными волосами.
Горе тому, кто во время шествия попадётся навстречу, будь то животное или человек. Его били палками без пощады, предполагая, что в его образе скрывается Коровья смерть. Когда-то в старину, попавшихся навстречу убивали насмерть. Иных женщин заподозренных в злом умысле, завязывали в мешок с кошкой и петухом, а затем зарывали в землю или топили.
Обращались к Власию, покровителю скота, с просьбой оградить от напасти, не пустить болезнь. В жертву приносили масло, молоко, в самых тяжёлых случаях — саму корову. Вот одна из поздних (двоеверческих) обрядовых песен на изгнание Коровьей Смерти.
В этот же день старались защитить хату от вторжения «летающей нечистой силы», имеющей, по словам сведущих в этом деле людей, обыкновение забираться к православным как раз через трое суток после Сретения. Вечером этого дня печные трубы наглухо-накрепко закрываются вьюшками и даже, для большей надёжности, замазываются тонким слоем глины и окуриваются чертополохом. Нечисть вылетает, по народному поверью, в это время из преисподней в виде птицы «заглядывает в трубы»: там, где не позаботятся оградить себя от вторжения этих незваных гостей, злые духи поселяются до тех пор, пока их не выкурят с помощью знахаря. До появления же в хате этого последнего с его заговорами и причетами, они всегда успеют наделать всевозможных хлопот неосмотрительным хозяевам. «Бывает, — говорят в деревне, — что весь дом вверх дном перевёрнут, все перебьют, переломают, — хозяева хоть беги вон!» Достаётся не только хозяевам, но и соседям и даже случайным прохожим, замешкавшимся возле такого неблагополучного дома. «Чёрные да лукавые — не то, что мыши: с ними потруднее сладить!» — говорят знахари.
Святую Агафью восточные славяне считали охранительницей от пожара. В этот день освящали хлеб с солью, которые хранились в хате на протяжении года и служили оберегом от огня. Во время пожара освящённые хлеб с солью бросали в огонь, чтобы погасить пламя.
В Белоруссии в этот, третий после Громниц, день присматривались к погоде: если стало тепло, то больше уже великих холодов не предвидится.

## Поговорки и приметы
- Ночью не туши фонарь, Агафья, скот проведывай![17]
- Корова без клички — мясо[18].
- Корова на дворе — харч на столе (южн. рус.)[19].
- Соль святой Агаты защищает от огня хаты (бел. Соль святой Агаты бароніць ад агню хаты)[5].
- Домашний телёнок лучше заморской коровы[6].
- Избыл дед бычка, да хватился молочка[19].